# Острув-Мазовецка

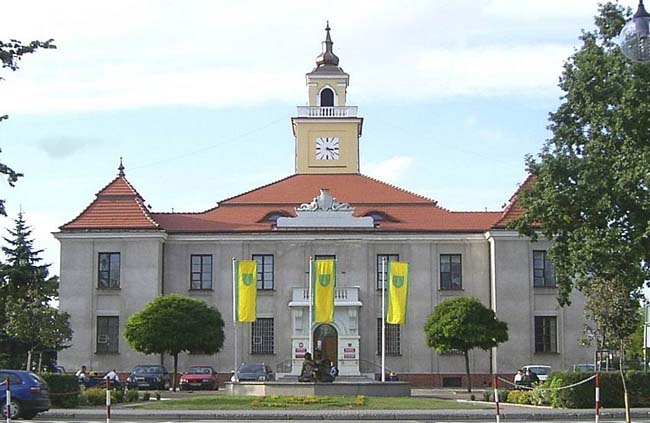
Городская ратуша.

О́струв-Мазове́цка (пол. Ostrów Mazowiecka), Острув Мазовецки — город в Польше, входит в Мазовецкое воеводство.
Столица Острувского повята, а также одноименной сельской гмины. Занимает площадь 22,09 км². До 7 декабря 1926 года носил название Острув (Остров). В 1975 — 1998 годах город административно входил в Остроленкское воеводство. По данным на 30 июня 2016 года, население составляло 22 741 человек.

## История
Первые упоминания — с 1414 года. В 1434 году герцог Мазовецкий Болеслав IV дал деревне права города. В 1514 году принцесса Анна дала право проводить четыре ярмарки в год, и еженедельный рынок, которые ускорили развитие города. В 1526 году Сигизмундом I включён в воеводство Мазовия.
Во второй половине шестнадцатого века население Острува превышало 3 000 человек, в то время внушительное количество жителей.
В семнадцатом веке многие войны положили конец дальнейшему развитию города. Появились первые еврейские поселенцы. Декретом коронных судов, от 28 марта 1789 года, сохранившим свою юридическую силу до 1862 года, евреям было воспрещено водворяться здесь, однако уже в 1856 году в Острове было 2 410 евреев и 1 560 христиан. После Венского конгресса — в составе Привислинского края России Остров был уездным городом Ломжинской губернии.
Жители Острува принимали очень активное участие в национальной борьбе — восстании (бунте) Костюшко, январском восстании (бунте). По переписи в Российской империи, в 1897 году, в городе проживало 10 471 житель, среди которых было 5 960 евреев.
Первая мировая война не принесла городу разрушений. Вторая мировая война была огромным ударом для города и его населения. Множество жителей, в основном евреев, подверглось массовым казням, насильственному переселению в гетто в Варшаве и Ломжа, а затем в лагерь смерти Треблинка.
В 1941 году в соседнем Гронды (Grądy) и Коморово (Komorowo) немцы организовали лагеря смерти для советских военнопленных.
В округе действовал отряд Армии Крайовой «Opocznik», насчитывавший в августе 1943 года почти 2 000 человек. Одним из самых значительных его действий было успешное нападение на районного старосту Рейнхарда Экерта, проведённое в центре города.
Немецкая оккупация сократила население города на 60 % из приблизительно 10 000 жителей. Город как и местность вокруг были освобождены от немецкой оккупации Вооружёнными Силами Советского Союза.
В послевоенный период разрушенный город был восстановлен, в нём построены промышленные предприятия. 1990-е годы стали периодом динамических изменений и экономического развития.

## Уроженцы
- Сегал, Александр Израилевич, живописец.
- Сегал, Бенцион Израилевич, математик.

## Города-побратимы
Города-побратимы:
- Рязань, Россия, 3 марта 2022 года совет (рада) города Острув-Мазовецка приняла единогласно решение о разрыве партнёрских отношений в связи с военной агрессией России против Украины.[4].
- Брембате-ди-Сопра, Италия
- Изяслав, Украина